# Elisa Longo Borghini
Elisa Longo Borghini (Ornavasso, 10 december 1991) is een Italiaans wielrenster. Ze won in 2012 brons op het WK in Valkenburg en in 2016 brons op het EK in Plumelec en olympisch brons in Rio de Janeiro. Ze werd vier keer Italiaans kampioene. Zij is een dochter van langlaufster Guidina Dal Sasso, deelneemster aan de Winterspelen in 1984, 1988 en 1994. Haar elf jaar oudere broer Paolo Longo Borghini was wielrenner van 2004 tot en met  2014. Ze reed drie jaar bij het Noorse Hitec Products, vier jaar voor het Britse Wiggle High5, van 2019-2024 voor Trek-Segafredo/Lidl-Trek en vanaf 2025 voor UAE Team ADQ.

## Biografie

### 2012 - 2013: Doorbraak en bekkenbreuk

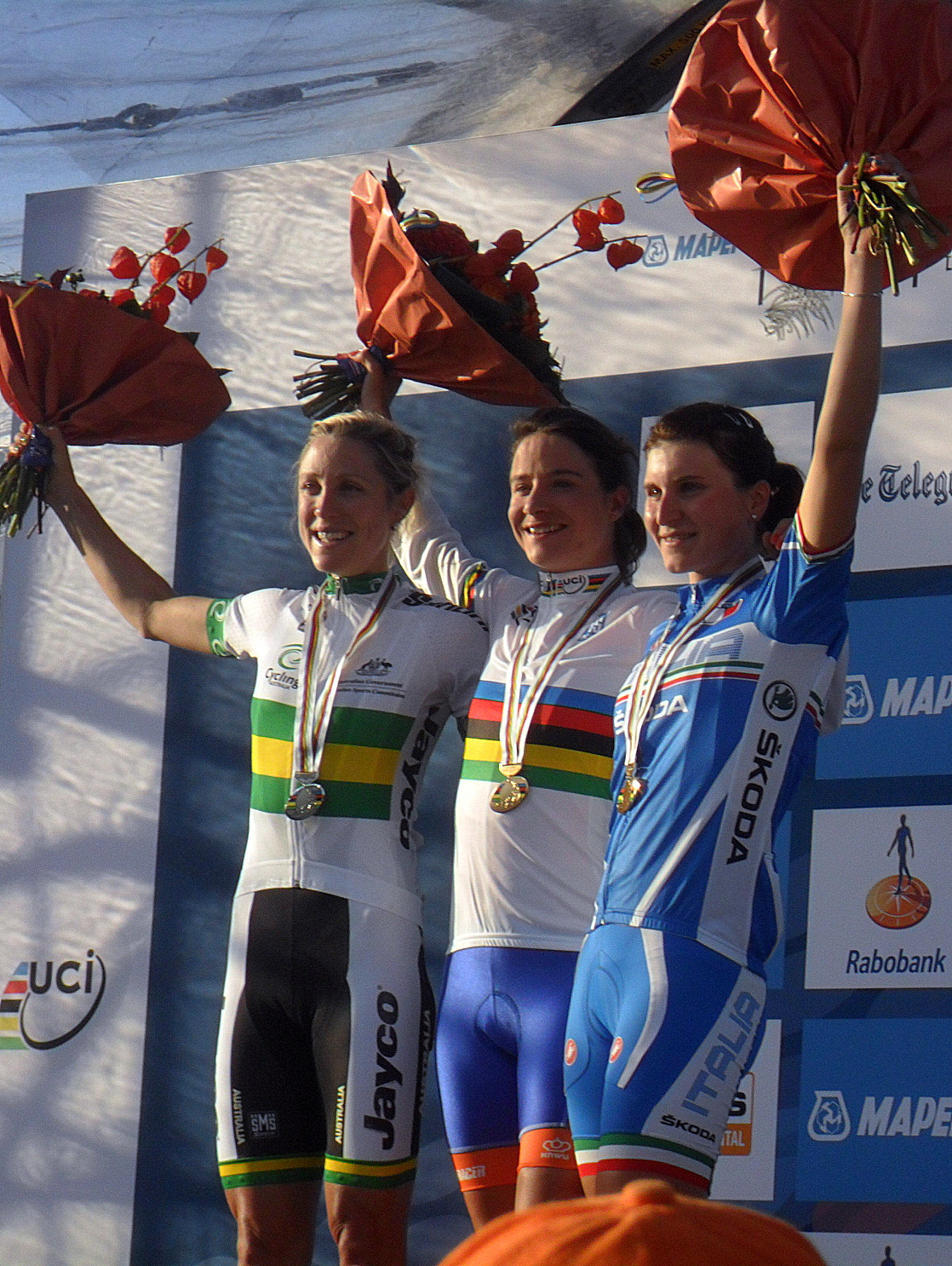
Brons op het WK in Valkenburg.

In 2012 haalde ze brons bij de elite op het wereldkampioenschap wielrennen in Valkenburg. Ze bevestigde haar kunnen in 2013 door de Trofeo Alfredo Binda op haar naam te schrijven en tweede te worden in de Waalse Pijl. Eén week voor de Giro Rosa 2013 viel Longo Borghini hevig, drie kilometer voor de finish in het Italiaans kampioenschap. Ze brak haar bekken en moest in haar woonplaats de slotrit van de Giro toekijken vanuit een rolstoel.

### 2014 - 2015: Klassementen en Vlaanderen

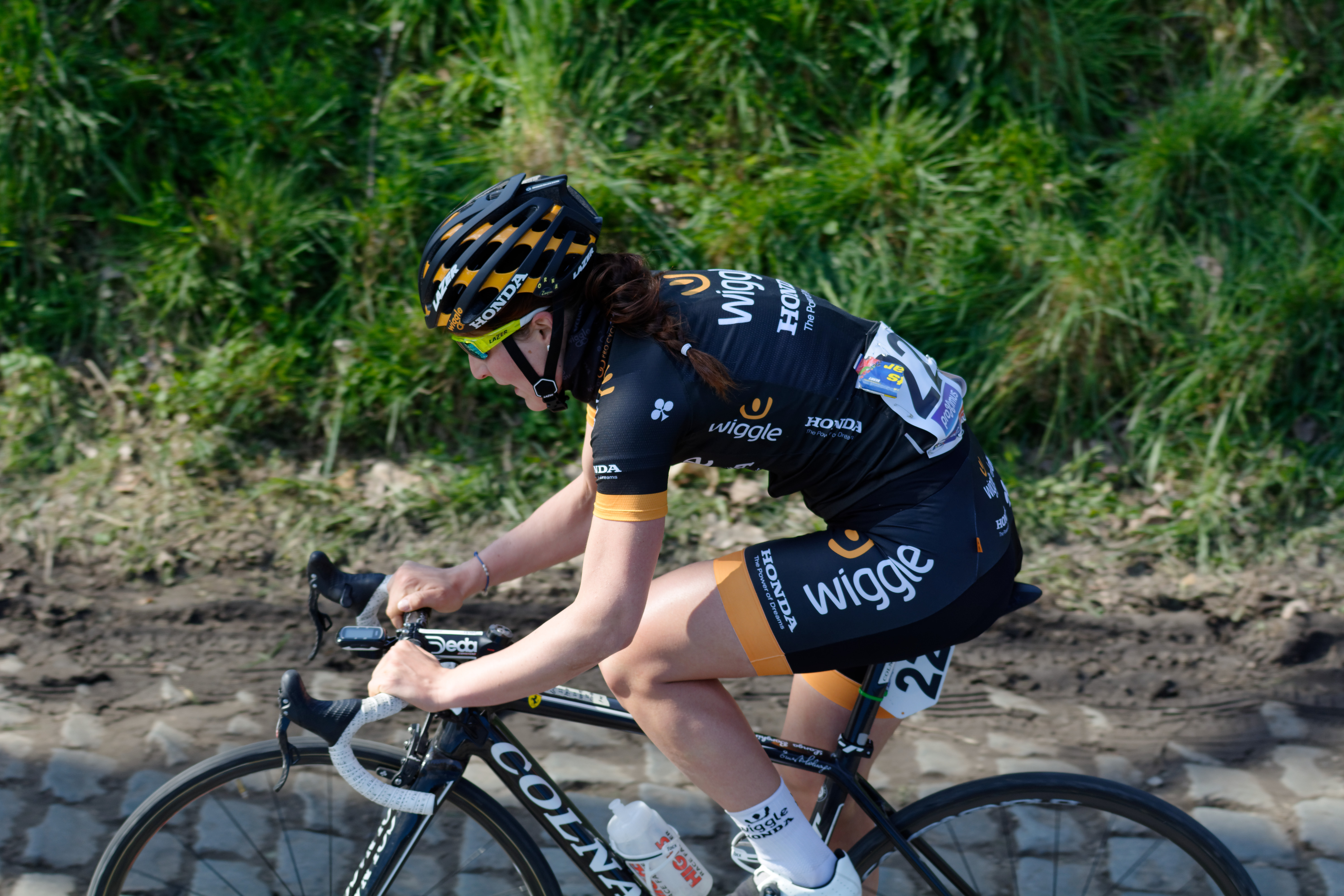
Solo naar winst in de Ronde van Vlaanderen op de Oude Kwaremont.

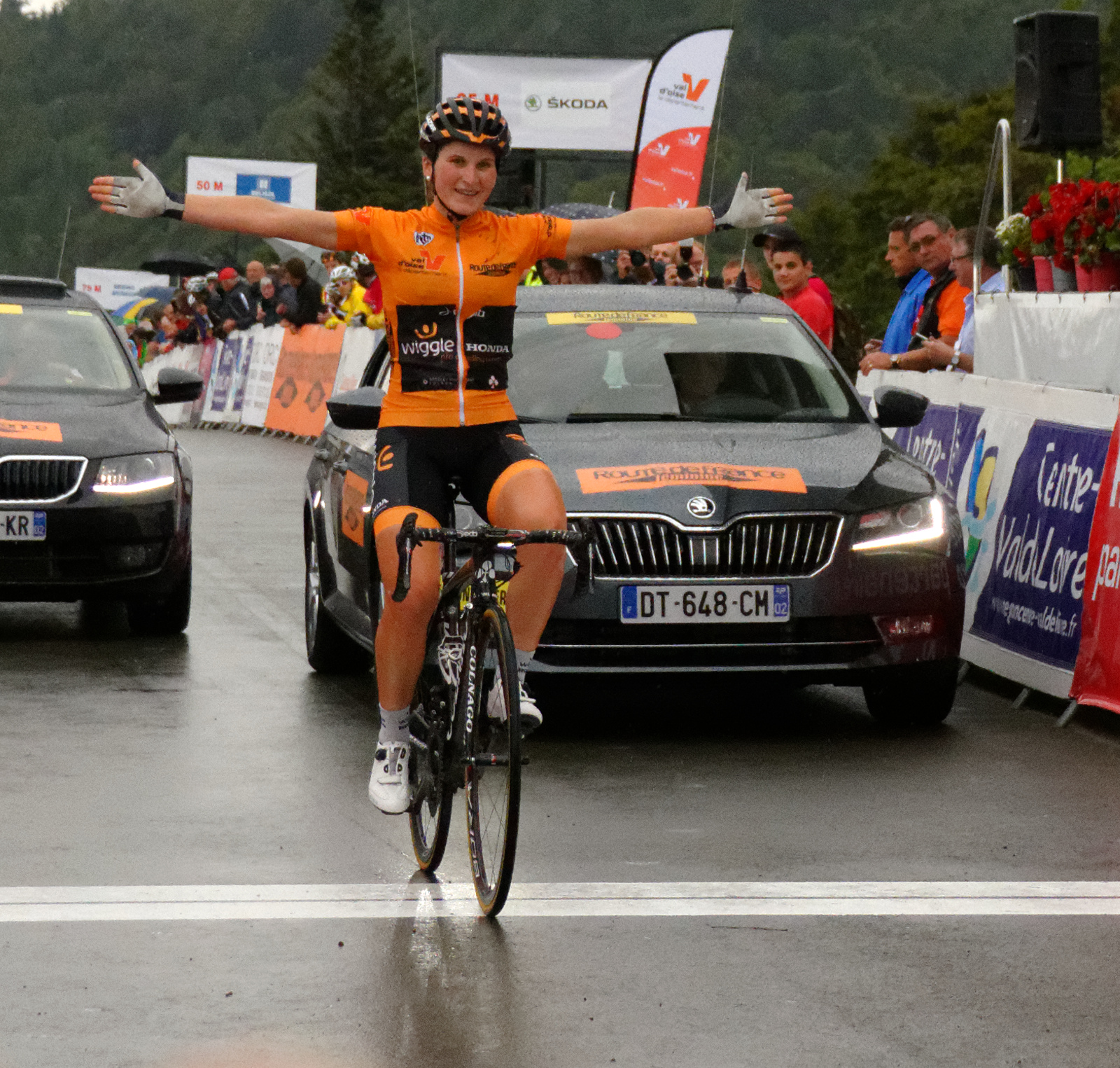
Winst op de Planche des Belles Filles in de Route de France 2015.

Na haar herstel won Longo Borghini de eindklassementen in de Ronde van Bretagne, Trophée d'Or (beide 2014) en Route de France (2015), met ritwinst op de Planche des Belles Filles. In 2015 behaalde ze de overwinning van de Ronde van Vlaanderen en de Giro dell'Emilia, werd ze tweede in de Philadelphia Cycling Classic, derde in de eerste vrouweneditie van de Strade Bianche en vierde in de Trofeo Binda. Hierdoor werd ze ook vierde in het wereldbekerklassement. In de Giro Rosa won ze al de witte jongerentrui (2012), de groene bergtrui (2016) en de blauwe trui als beste Italiaanse (2015 en 2017). Ook werd ze in 2014 voor het eerst Italiaans kampioen tijdrijden.

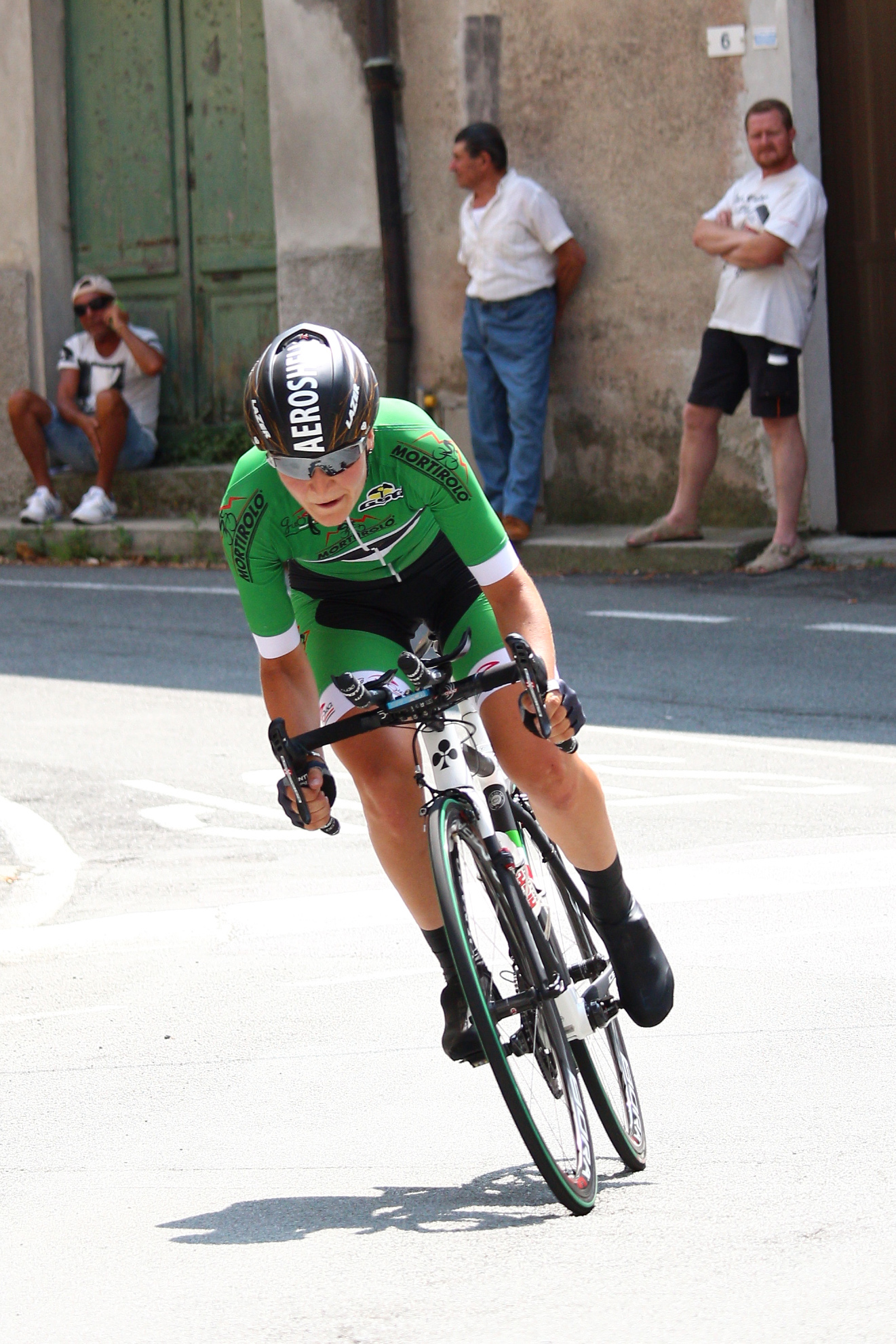
Groene trui in de Giro Rosa 2016.

### 2016: Brons in Rio

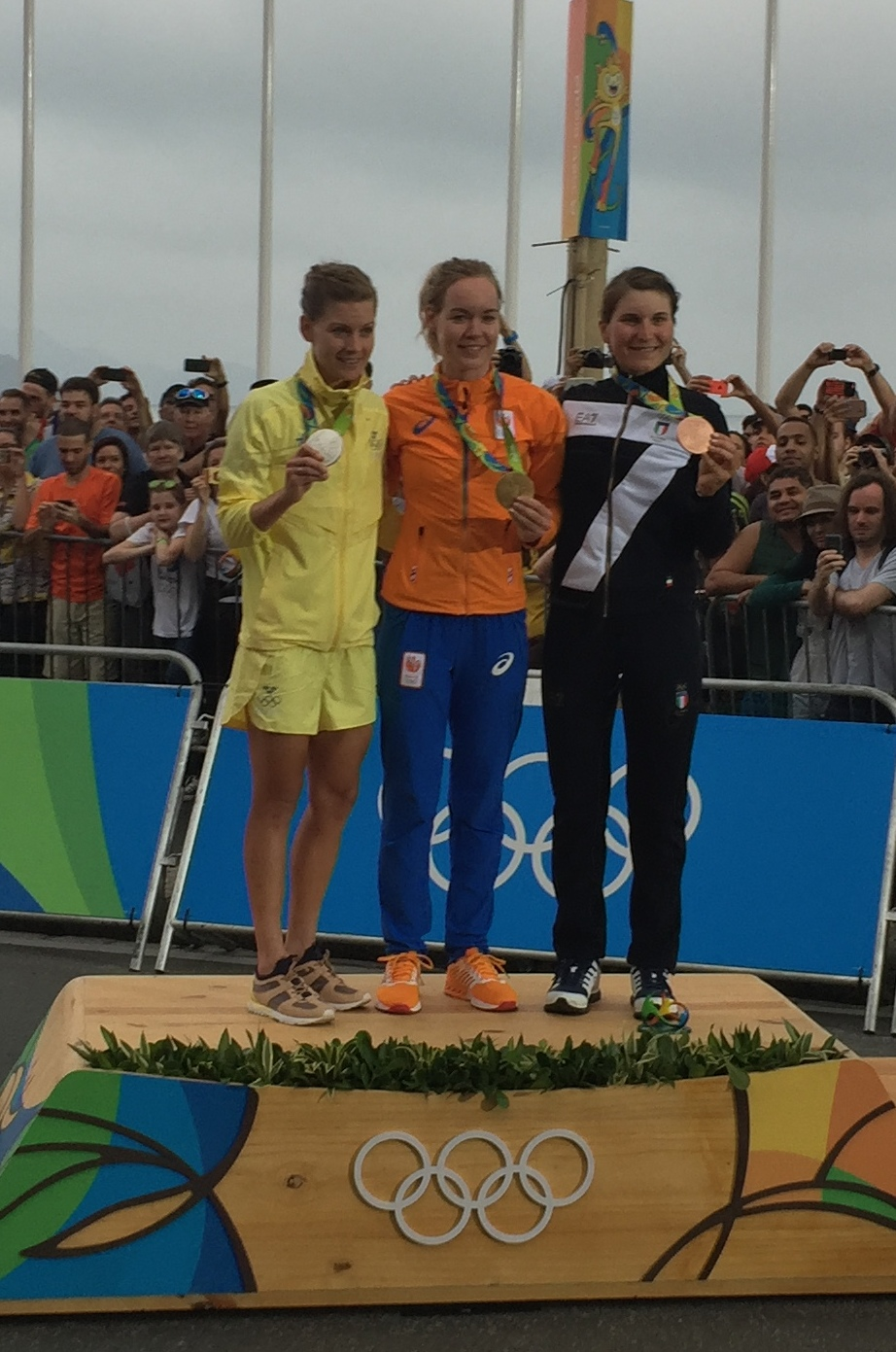
Brons in de olympische wegrit.

Uitkomend voor Italië won Longo Borghini brons in de wegrit op de Olympische Spelen 2016 in Rio de Janeiro, achter de Nederlandse Anna van der Breggen en de Zweedse Emma Johansson (tevens haar ploeggenote bij Wiggle). Eén maand later op het eerste EK voor profs werd ze wederom derde en wederom achter de Nederlandse. Ze werd in 2016 vijfde in de eerste Women's World Tour en won haar tweede nationale titel tijdrijden.

### Voorjaar 2017: leidster World Tour en UCI-ranglijst
In 2017 begon Longo Borghini het Belgische openingsweekend met veel aanvalspogingen, die resulteerden in de 5e plaats in Omloop Het Nieuwsblad en winst voor haar ploeggenote Jolien D'Hoore in Omloop van het Hageland. Eén week later won Longo Borghini in eigen land haar eerste World Tourwedstrijd: Strade Bianche. Ze werd hierdoor ook meteen de eerste leidster in de World Tour. Door haar vierde plek in de Ronde van Drenthe en de negende plek in de Trofeo Binda veroverde ze op 19 maart de eerste positie op de UCI-ranglijst en behield ze de leiderstrui in de World Tour tot en met de Ronde van Vlaanderen. In De Ronde zat ze in een kopgroep met Anna van der Breggen, Annemiek van Vleuten en Katarzyna Niewiadoma, maar zij werden op één km van de finish gegrepen en in de sprint werd Longo Borghini tiende. Twee weken later, in de heringevoerde Amstel Gold Race, sprong ze mee op de voorlaatste keer Cauberg met Lizzie Deignan en wederom Niewiadoma, maar Van der Breggen sprong erop en erover en in de achtervolgende groep werd Longo Borghini vijfde. Door ziekte moest ze de Waalse Pijl missen en moest ze genoegen nemen met een negende plaats in de eerste editie van Luik-Bastenaken-Luik.

### 2017: Giro en La Course

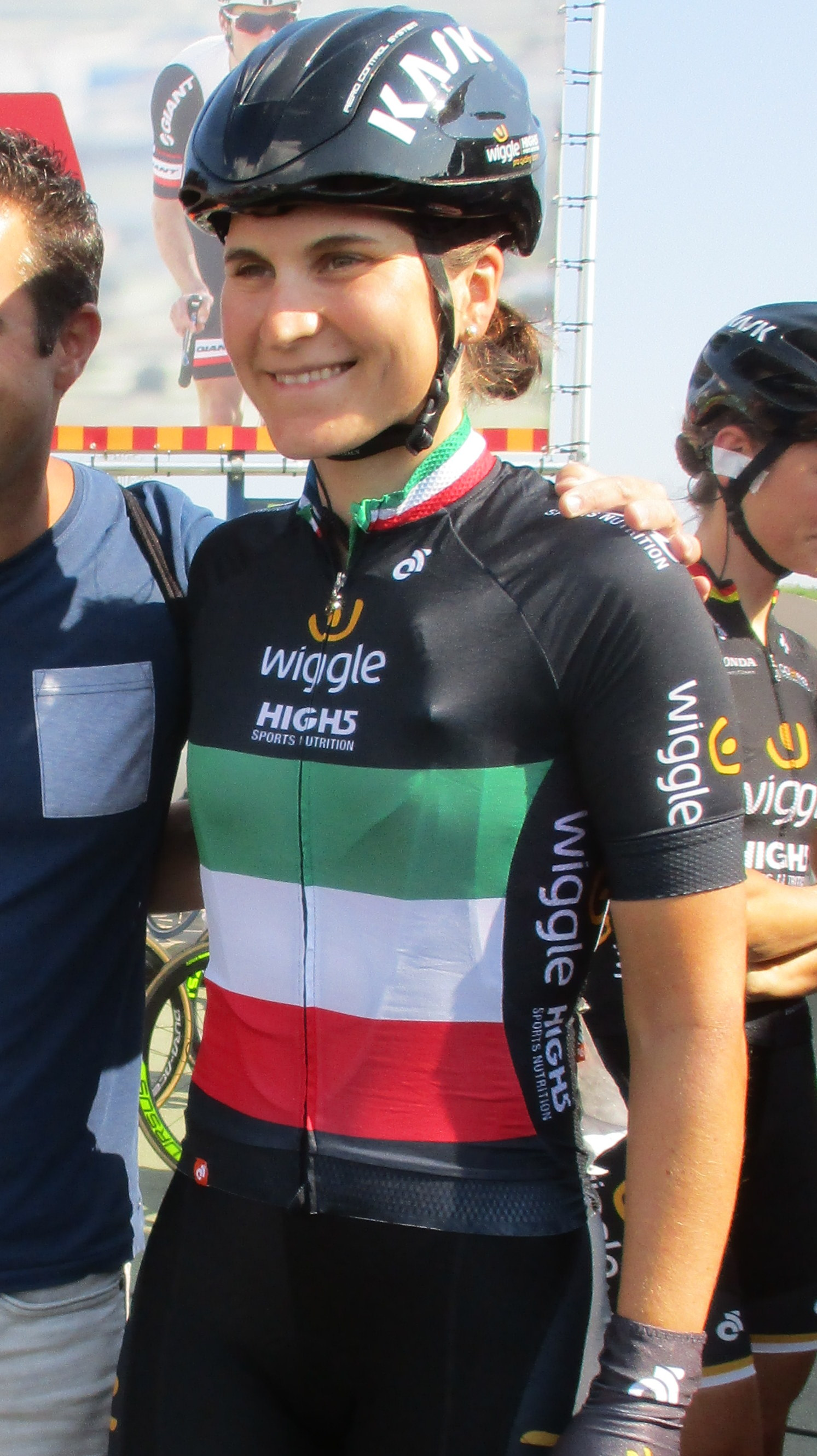
In de Italiaanse kampioenstrui.

Twee maanden later veroverde ze in Piemonte haar derde nationale titel in het tijdrijden en twee dagen erna haar eerste Italiaanse titel op de weg. In de Ronde van Italië voor vrouwen 2017 behaalde ze diverse ereplaatsen, zo werd ze derde in de tweede etappe door samen met Annemiek van Vleuten en Anna van der Breggen weg te rijden op de klim Andreis. Ook werd ze derde in de vijfde etappe, een tijdrit over de Muro di Sant'Elpidio met stijgingspercentages tot 30%. In het bergklassement werd ze tweede achter Van Vleuten en in het algemeen klassement tweede op ruim één minuut achter Van der Breggen. Hierdoor won ze voor het tweede jaar de blauwe trui als beste Italiaanse. Later die maand werd ze derde op de Col d'Izoard achter Van Vleuten en Lizzie Deignan in de vernieuwde La Course. Tijdens de afsluitende achtervolgingsrit in Marseille kon ze samen met Deignan en Megan Guarnier de als eerste gestarte Van Vleuten niet bijhalen en ze eindigde als derde in het Stade Vélodrome. Later dat seizoen kwam ze niet verder dan de 18e plek in zowel het EK als het WK tijdrijden. In de wegwedstrijd tijdens het wereldkampioenschap in Bergen (Noorwegen) moest ze opgeven, net als in de slotetappe van de Boels Ladies Tour drie weken eerder.

### 2018: Goud Middellandse Zeespelen

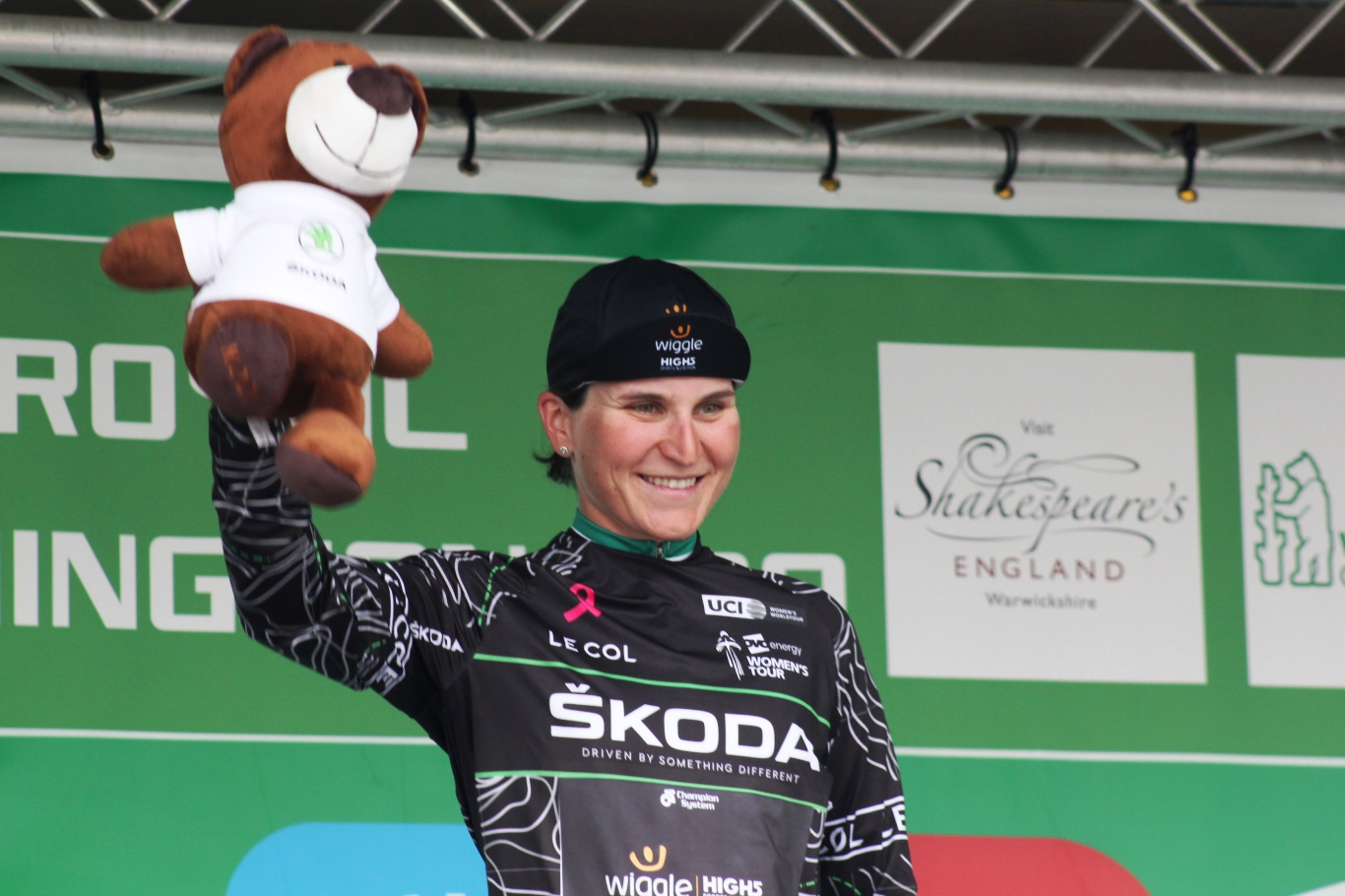
Bergtrui in The Women's Tour 2018.

Na een goede seizoensstart in eigen land (derde in de Strade Bianche en tiende in de Trofeo Binda), kwam ze de rest van het voorjaar niet meer in de top tien; tijdens Luik-Bastenaken-Luik moest ze zelfs opgeven. In mei werd ze in het Baskenland vierde in de eendagskoers Emakumeen Saria (achter een volledig Nederlands podium) en tweede in de slotrit van Emakumeen Bira achter winnares Amanda Spratt. In juni won Longo Borghini het bergklassement van de OVO Women's Tour, werd ze twaalfde tijdens het Italiaans kampioenschap op de weg en won ze de wegwedstrijd van de Middellandse Zeespelen 2018 in het Spaanse Tarragona. In juli won ze, net als in 2017, de blauwe trui als beste Italiaanse in de Giro Rosa. Ze werd tweede in de achtste etappe vanuit een kopgroep van drie, achter Marianne Vos en voor Lucinda Brand. In het algemeen klassement bleef ze steken op de tiende plaats. In augustus reed ze lange tijd op kop samen met Anna van der Breggen tijdens het EK op de weg in Glasgow, maar ze werden in de laatste kilometer teruggepakt door het peloton waarna haar landgenote Marta Bastianelli de sprint won. Later dat seizoen werd ze tiende in de Madrid Challenge, ze werd twaalfde in zowel de GP Plouay als de Boels Ladies Tour, dertiende tijdens het WK op de weg in Innsbruck en negende in zowel de WK-tijdrit als het Italiaans kampioenschap tijdrijden. Tijdens deze nationale titelstrijd, die op een uitgestelde datum plaatsvond, had ze onderweg de snelste tijd, maar werd ze in de finale de verkeerde kant op gestuurd, waardoor ze bijna anderhalve minuut moest toegeven op winnares Elena Cecchini.
Nadat duidelijk werd dat Wiggle High5 na 2018 ophield te bestaan en werd Longo Borghini gepresenteerd als een van de aanwinsten voor het nieuw gevormde team Trek-Segafredo, waarbij ze werd herenigd met haar landgenote Giorgia Bronzini die er ploegleider werd.

### 'Twins'
Van 2014-2022 (bij Hitec, Wiggle en Trek) reed Longo Borghini samen met de Française Audrey Cordon-Ragot, met wie ze vaak verward werd en wat hen de bijnaam twins (tweeling) opleverde.

### Fiamme Oro
Elisa Longo Borghini maakt deel uit van de sportselectie "Fiamme Oro" van de Italiaanse politie. Op haar teamshirt draagt ze het logo van de politie en in nationale kampioenschappen rijdt ze in het volledige tenue van Fiamme Oro. In mei 2016 voltooide ze haar opleiding bij de Polizia di Stato.

### Onderscheidingen
In 2015, 2016 en 2017 werd Longo Borghini verkozen tot beste wielrenster van Italië en ontving de "Oscar TuttoBici".

### Persoonlijk
Longo Borghini trouwde op 28 oktober 2023 met Jacopo Mosca, haar collega bij Lidl-Trek.

## Palmares
2012
5e etappe Ronde van Thüringen
 Bergklassement Ronde van Thüringen
 Jongerenklassemenet Ronde van Thüringen
Trofeo Oro in Euro
 Jongerenklassement Ronde van Italië
 Italiaans kampioenschap tijdrijden, Elite
 WK op de weg, Valkenburg
 EK tijdrijden, Goes
2013
Trofeo Alfredo Binda-Comune di Cittiglio
4e etappe Emakumeen Bira
 Bergklassement Emakumeen Bira
2014
 Italiaans kampioen tijdrijden, elite
 Eindklassement Ronde van Bretagne
Proloog en 3e etappe Ronde van Bretagne
4e etappe Trophée d'Or
 Eindklassement Trophée d'Or
2015
Ronde van Vlaanderen
 Beste Italiaanse Ronde van Italië
 Italiaans kampioenschap op de weg, elite
3e en 5e etappe La Route de France
 Eindklassement La Route de France
Giro dell'Emilia
2016
 Italiaans kampioen tijdrijden, elite
 Italiaans kampioenschap op de weg, elite
 Bergklassement Ronde van Italië (WWT)
 Olympische wegrit, Rio de Janeiro
 Europees kampioenschap op de weg
Giro dell'Emilia
2017
 Italiaans kampioen op de weg, elite
 Italiaans kampioen tijdrijden, elite
Strade Bianche (WWT)
 Beste Italiaanse Ronde van Italië (WWT)
2018
 Middellandse Zeespelen (wegrit), Tarragona
 Bergklassement OVO Women's Tour (WWT)
 Beste Italiaanse Ronde van Italië (WWT)
2019
4e etappe Emakumeen Bira (WWT)
 Eindklassement Emakumeen Bira
  Puntenklassement Emakumeen Bira
 Bergklassement Emakumeen Bira
2020
 Italiaans kampioen tijdrijden, elite
8e etappe Ronde van Italië (WWT)
 Italiaans kampioen op de weg, elite
2021
Trofeo Alfredo Binda
 Italiaans kampioen tijdrijden, elite
 Italiaans kampioen op de weg, elite
1e etappe (TTT) Ronde van Italië
 Olympische wegwedstrijd
 Europees kampioenschap gemengde ploegenestafette
GP Plouay
2022
Parijs-Roubaix
5e etappe The Women's Tour
 Eindklassement The Women's Tour
 Italiaans kampioen tijdrijden, elite
1e etappe (TTT) Ronde van Spanje
 Wereldkampioenschap gemengde ploegenestafette
Ronde van Emilia
Ronde van de Drie Valleien
2023
3e etappe Ronde van de Verenigde Arabische Emiraten
Eindklassement Ronde van de Verenigde Arabische Emiraten
 Italiaans kampioen tijdrijden, elite
 Italiaans kampioen op de weg, elite
4e etappe Ronde van Italië
2024
Trofeo Oro in Euro
Ronde van Vlaanderen
Brabantse Pijl
 Italiaans kampioen op de weg, elite
1e (ITT) etappe Ronde van Italië
Eindklassement Ronde van Italië
Ronde van Emilia
2025
3e etappe Ronde van de Verenigde Arabische Emiraten
Eindklassement Ronde van de Verenigde Arabische Emiraten
Dwars door Vlaanderen
Brabantse Pijl
 Italiaans kampioen op de weg, elite
Eindklassement Ronde van Italië

### Kampioenschappen
| Wedstrijd                     | 2011 | 2012   | 2013   | 2014 | 2015   | 2016   | 2017 | 2018 | 2019  | 2020 | 2021 | 2022 | 2023 | 2024   | 2025   |
| ----------------------------- | ---- | ------ | ------ | ---- | ------ | ------ | ---- | ---- | ----- | ---- | ---- | ---- | ---- | ------ | ------ |
| Italiaans kampioen op de weg  | 6e   | 13e    | -      | 6e   | Zilver | Zilver | Goud | 12e  | 11e   | Goud | Goud | 19e  | Goud | Goud   | Goud   |
| Italiaans kampioen tijdrijden | 8e   | Zilver | Zilver | Goud | -      | Goud   | Goud | 9e   | Brons | Goud | Goud | Goud | Goud | Zilver | Zilver |
| WK tijdrijden                 | 32e  | 15e    | 13e    | 15e  | -      | -      | 18e  | 9e   | 17e   | -    | -    | -    | -    | -      |        |
| Olympische Spelen (wegrit)    |      | -      |        |      |        | ↑      |      |      |       |      | ↑    |      |      | 9e     |        |
| Olympische Spelen (tijdrit)   |      | -      |        |      |        | 5e     |      |      |       |      | 10e  |      |      | 8e     |        |

### Resultaten in voornaamste wedstrijden
| Jaar | Ronde van Italië | Ronde van Frankrijk | Ronde van Spanje |
| ---- | ---------------- | ------------------- | ---------------- |
| 2011 | 18e              |                     |                  |
| 2012 | 9e               |                     |                  |
| 2013 |                  |                     |                  |
| 2014 | 5e               |                     |                  |
| 2015 | 8e               |                     |                  |
| 2016 | 11e              |                     |                  |
| 2017 | ↑                |                     |                  |
| 2018 | 10e              |                     | 8e               |
| 2019 | 8e               |                     |                  |
| 2020 | ↑ (1)            |                     | ↑                |
| 2021 | 14e              |                     | 7e               |
| 2022 | 4e               | 6e                  | ↑                |
| 2023 | opgave           | opgave              |                  |
| 2024 | ↑ (1)            |                     | ↑                |
| 2025 | ↑                | opgave              |                  |

| Jaar | Milaan-San Remo | Gent-Wevelgem | Ronde van Vlaanderen | Parijs-Roubaix | Amstel Gold Race | Luik-Bast.‑Luik | Waalse Pijl | Strade Bianche | Trofeo Alfredo Binda |  | WK op de weg |
| ---- | --------------- | ------------- | -------------------- | -------------- | ---------------- | --------------- | ----------- | -------------- | -------------------- |  | ------------ |
| 2011 |                 |               | 52e                  |                |                  |                 | 14e         |                | 25e                  |  | 57e          |
| 2012 |                 |               | 23e                  |                |                  |                 | 76e         |                | 25e                  |  | ↑            |
| 2013 |                 |               | 4e                   |                |                  |                 | ↑           |                | ↑                    |  | 8e           |
| 2014 |                 |               | 4e                   |                |                  |                 | ↑           |                | 6e                   |  | 14e          |
| 2015 |                 |               | ↑                    |                |                  |                 | 18e         | ↑              | 4e                   |  | 4e           |
| 2016 |                 | 15e           | 5e                   |                |                  |                 | 5e          | 4e             |                      |  | 89e          |
| 2017 |                 | 42e           | 10e                  |                | 5e               | 9e              |             | ↑              | 9e                   |  | opgave       |
| 2018 |                 | 73e           |                      |                | 12e              | opgave          | 11e         | ↑              | 10e                  |  | 13e          |
| 2019 |                 | 77e           | 17e                  |                | 14e              | 9e              | 20e         |                | 33e                  |  | 5e           |
| 2020 |                 | 10e           | 8e                   |                |                  | 25e             | 5e          | 5e             |                      |  | ↑            |
| 2021 |                 | 33e           | 4e                   | ↑              | 8e               | ↑               | ↑           | ↑              | ↑                    |  | 17e          |
| 2022 |                 | 43e           | 33e                  | ↑              |                  | 5e              | 6e          | 8e             | 12e                  |  | 10e          |
| 2023 |                 |               | ↑                    | 21e            | 28e              | ↑               | 17e         |                |                      |  |              |
| 2024 |                 | 33e           | ↑                    |                | 5e               | ↑               | ↑           | ↑              |                      |  | ↑            |
| 2025 | 11e             | 65e           | opgave               |                | 35e              |                 | ↑           | 55e            | 10e                  |  |              |

## Ploegen
- 2010 –  Cristoforetti
- 2011 –  Top Girls Fassa Bortolo
- 2012 –  Hitec Products - Mistral Home
- 2013 –  Hitec Products
- 2014 –  Hitec Products
- 2015 –  Wiggle Honda
- 2016 –  Wiggle High5
- 2017 –  Wiggle High5
- 2018 –  Wiggle High5
- 2019 –  Trek-Segafredo
- 2020 –  Trek-Segafredo
- 2021 –  Trek-Segafredo
- 2022 –  Trek-Segafredo
- 2023 –  Trek-Segafredo
- 2024 –  Lidl-Trek
- 2025 —  UAE Team ADQ

Bergseth · Ferrier-Bruneau · Gjertrud Hovdenak · Hatteland Lima · Johansson · Kapusta-Szydlak · Longo Borghini · Moberg · Mustonen · Nøstvold · Sateroy Johansen · Thorsen · Voreland · Waerstad
Bjørnsrud · Fahlin · Gotaas Johnsen · Hatteland Lima · Hosking · Leth · Longo Borghini · Minge · Moberg · Neylan · Nøstvold · Olsson · Ratto · Thorsen
Bjørnsrud · Cordon · Gotaas Johnsen · Hatteland Lima · Heine · Hosking · Kitchen · Leth · Longo Borghini · Minge · Moberg · Moolman · Olsson · Thorsen
Abbott · Baker · Bronzini · Christian · Cordon · D'Hoore · Edmondson · Fahlin · Hagiwara · Hosking · King · Longo Borghini · Mullens · Roberts · Roe · Sanchis · Wiasak
Abbott · Bronzini · Christian · Cordon · D'Hoore · Edmondson · Garner · Hagiwara · Hosking · Johansson · King · Longo Borghini · Pieters · Roberts · Sanchis
Bronzini · Cordon · Cure · D'Hoore · Edmondson · Fahlin · G. Garner · L. Garner · Hagiwara · Johansson · Leth · Lichtenberg · Longo Borghini · Roberts · Sanchis
Archibald · Barbieri · Barker · Brennauer · Brown · Cordon · Cure · Edmondson · Fahlin · G. Garner · L. Garner · Leth · Longo Borghini · Ritter · Stewart · Yonamine · Wild
Batty · Cordon-Ragot · Deignan · Hanson · Lepistö · Longo Borghini · Neff · Noble · Paternoster · Plichta · Richards · Swartz · van Dijk · Van Twisk · Wiles · Winder · Worrack
Bäckstedt · Batty · Brand · Cordon-Ragot · Deignan · Hanson · Henttala · Longo Borghini · Paternoster · Plichta · Richards · Swartz · van Dijk · Van Twisk · Wiles · Winder · Worrack
Bäckstedt · Brand · Cordon-Ragot · Deignan · Dideriksen · Hanson · Hosking · Longo Borghini · Paternoster · van Anrooij · van Dijk · Van Twisk · Wiles · Winder · Worrack
Bäckstedt · Balsamo · Brand · Cordon-Ragot · Deignan · Dideriksen · Hanson · Hosking · Longo Borghini · Paternoster · Thomas · van Anrooij · van Dijk · Wiles
Bäckstedt · Balsamo · Brand · Chapman · Deignan · Hanson · Klein · Knibb (vanaf 1/6) · Longo Borghini · Realini · Sanguineti · Spratt · van Anrooij · van Dijk (zwangerschapsverlof) · Wiles (tot 14/7)
van Anrooij · Bäckstedt · Balsamo · Brand · Chapman · Copponi · Deignan · van Dijk · Hanson · A. Holmgren · I. Holmgren · Klein · Longo Borghini · Moors · Realini · Sanguineti · Sharp · Spratt · Wilson-Haffenden
al Sayegh · Amialiusik · Bäckstedt · Bertizzolo · Blasi (vanaf 14/5) · Chapman · Gasparrini · Gillespie · Holden · Ivanchenko · Longo Borghini · Magnaldi · Marturano · Neumanová · Persico · van Rooijen · Squiban · Swinkels · Włodarczyk